# Itsuki Urata
Itsuki Urata (født 29. januar 1997) er en japansk fodboldspiller, som spiller for den japanske fodboldklub Giravanz Kitakyushu.